# Sigmatidium rouchi
Sigmatidium rouchi är en kräftdjursart. Sigmatidium rouchi ingår i släktet Sigmatidium och familjen Ectinosomatidae. Inga underarter finns listade i Catalogue of Life.